# Dimorphotheca sinuata

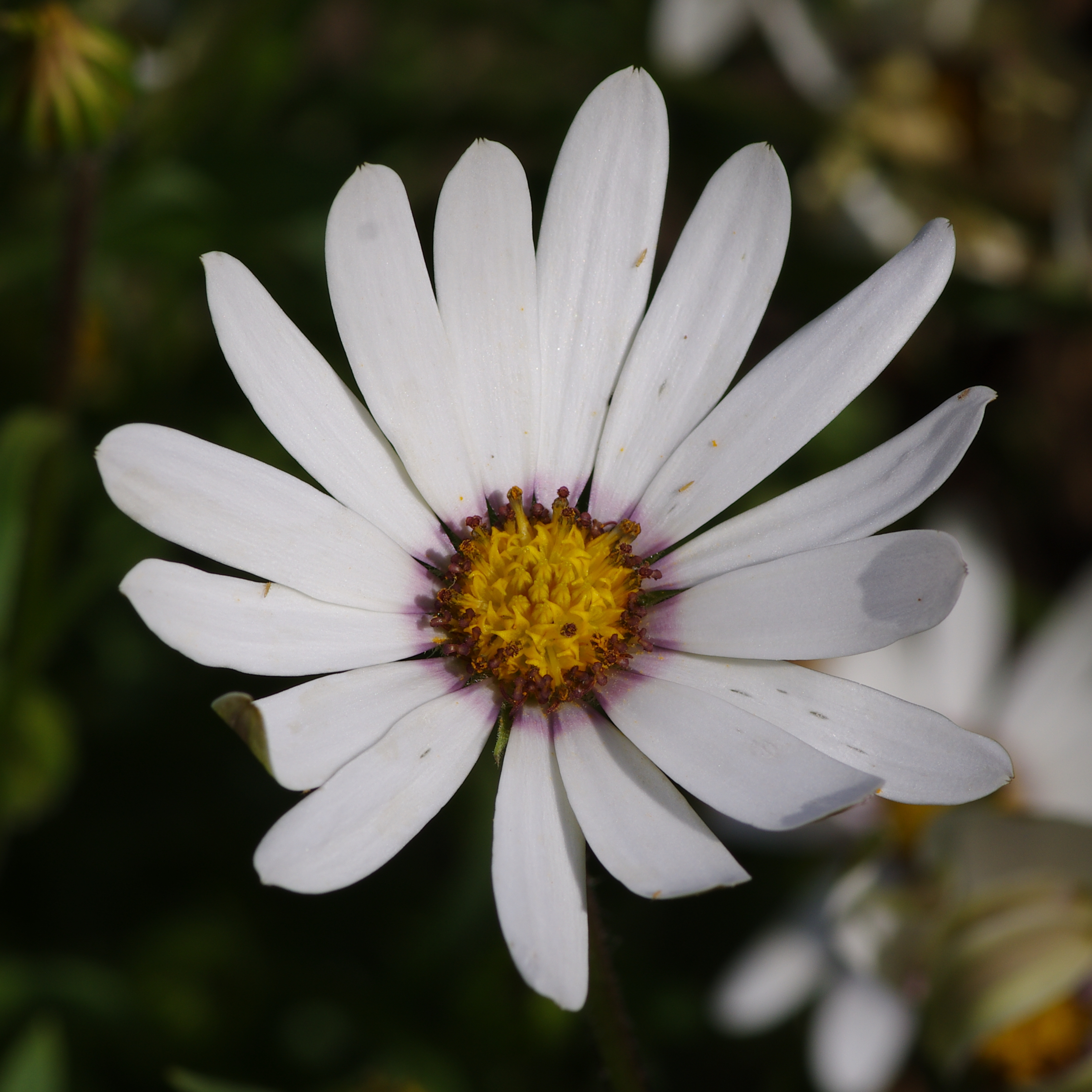
Detall de la flor

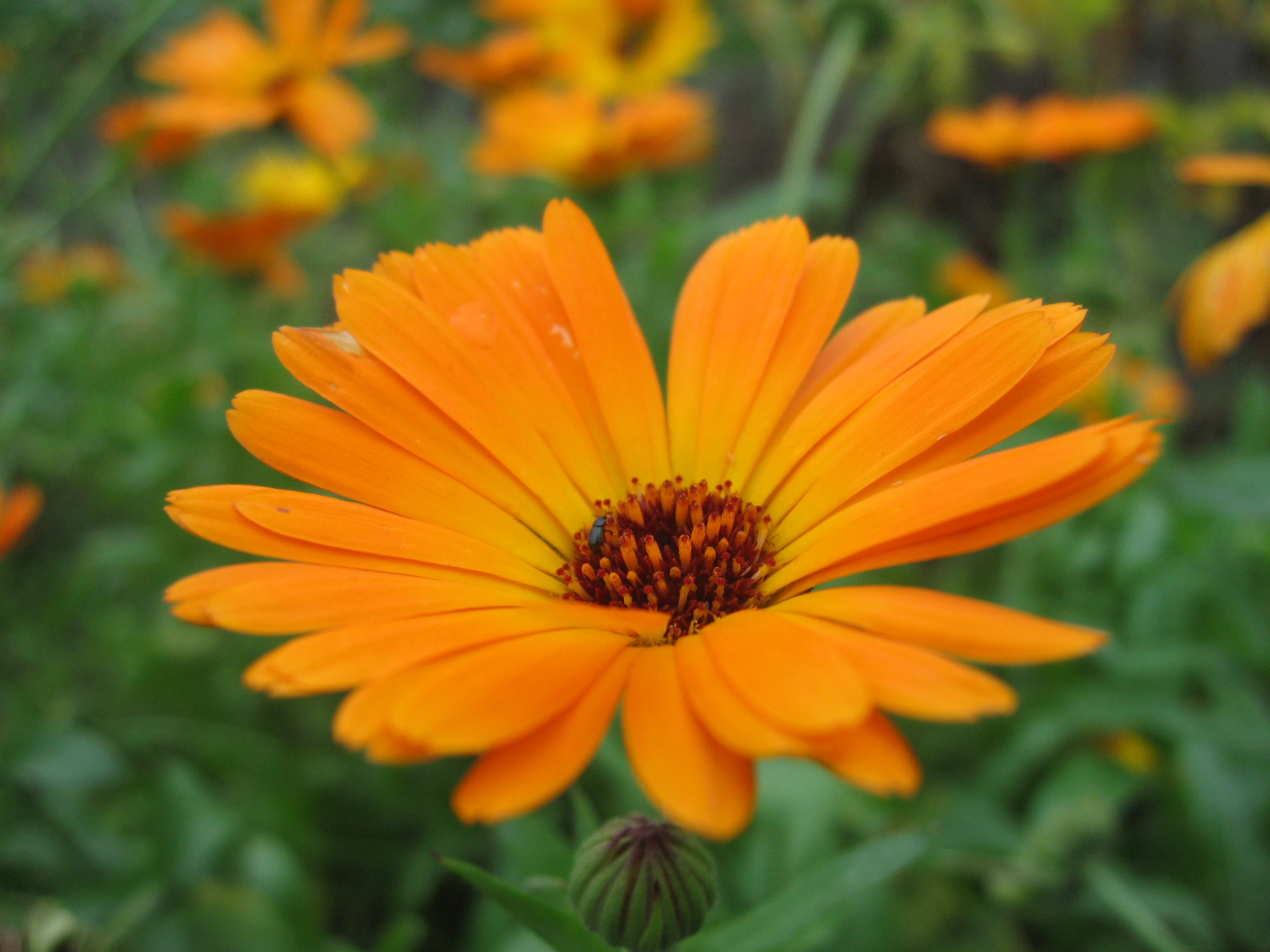
Flor

Dimorphotheca sinuata és una espècie de planta ornamental de la família de les Asteràcies, originària del sud-est d'Àfrica.

## Descripció
És una planta anual que creix fins als 30 cm d'alçada. Les fulles són de color verd clar amb marges lobulats. Són primes, en forma de cullera, aconseguint mesurar fins a 8 cm de longitud. Les tiges són de color vermellós i normalment estan cobertes per les fulles. És una espècie particularment atractiva del gènere Dimorphotheca, ja que les seves flors són de color taronja i molt grans, amb els centres de color taronja (a vegades poden ser de color groc, depenent de la localitat). Necessiten ple Sol per obrir-se i sempre es posicionen de cara al Sol. L'època de floració és des de mitjans de hivern a mitjans de tardor. Les flors mesuren fins a 8 cm de diàmetre i es troben a la punta de cada branca. Estan disponibles per al cultiu en una varietat de colors com el taronja, crema, groc i salmó. Les llavors apareixen poc després que es marceixin les flors i són color marró. Són fàcilment arrossegades pel vent.

## Distribució i hàbitat
Creix naturalment a les àrees de pluges d'hivern d'Àfrica, generalment a llocs sorrencs a Namaqualand i també a Namíbia.

## Taxonomia
Dimorphotheca sinuata va ser descrita per Augustin Pyramus de Candolle i publicada a Prodromus Systematis Naturalis Regni Vegetabilis 6: 72. 1837[1838].

### Etimologia
- Dimorphotheca: nom genèric que ve del grec "dis", "morphe" i "theka", que significa "la fruita en forma de dos", fent referència al dimorfisme de les asteràcies, un tret inherent als membres de les Calenduleae.[2]
- sinuata: epítet llatí que significa "amb el tall ondulat".[3]

### Sinonímia
- Acanthotheca dentata DC.
- Acanthotheca integrifolia DC.
- Calendula tragus Curtis
- Dimorphotheca aurantiaca Hort.
- Dimorphotheca calendulacea Harv.
- Dimorphotheca calendulacea var. calendulacea
- Dimorphotheca dentata (DC.) Harv.
- Dimorphotheca integrifolia (DC.) Harv.
- Dimorphotheca pseud-aurantiaca Schinz & Thell.[4]